# Wu Peifu
Wu Peifu o Wu P'ei-fu (en chino tradicional, 吴佩孚; en chino simplificado, 吴佩孚; pinyin, Wu Peifu), (22 de abril de 1874-4 de diciembre de 1939), militar y político chino de comienzos del siglo XX, fue uno de los caudillos militares (también llamados en ocasiones «señores de la guerra») que controlaron el poder entre el derrocamiento de la monarquía y la Segunda Guerra Mundial.

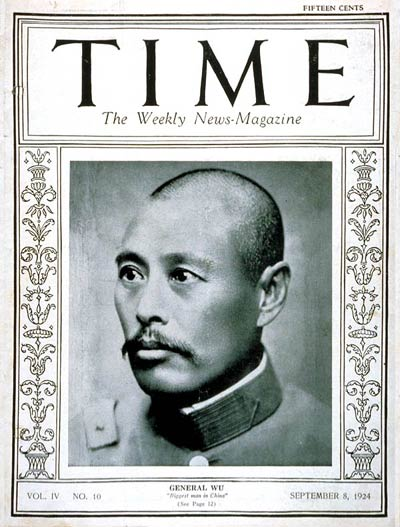
Wu Peifu, portada de la revista Time.

Funcionario de educación confuciana, abandonó pronto la carrera burocrática para ingresar en el Ejército. Su formación tradicional le marcó profundamente, convirtiéndole en un defensor de los valores confucianos hasta su muerte. Seguidor de Yuan Shikai, a la muerte de este siguió subordinado, a pesar de su capacidad militar, a Cao Kun, el antiguo superior militar de sus comienzos en el Ejército. Tras la muerte de Yuan y el surgimiento de camarillas militares que controlaron la política de la nación, Wu, subordinado de Cao Kun, acabó formando parte de la camarilla de Zhili.
En los años veinte, Wu se había convertido en un caudillo militar más, con ciertas provincias bajo su control directo y otras bajo su influencia, con capacidad para nombrar a sus seguidores para cargos importantes y de amedrentar a las autoridades civiles gracias a su poder militar. A semejanza de otros militares del momento como Feng Yuxiang y a diferencia de otros como Yan Xishan, su base territorial no era permanente. Centrado en la unificación de China, no aplicó reformas modernizadoras en el territorio bajo su control como hizo Yan, ni cambios sociales, como hizo Feng. Era por entonces el principal militar de la camarilla de Zhili. Tras una inestable coalición, la camarilla de Zhili expulsó del poder a la rival de Anhui en 1920 y Wu pasó a controlar junto con Cao el Gobierno del país entre 1922 y 1924, después de derrotar también a la camarilla de Fengtian en 1922. La derrota militar en 1925 ante la reforzada camarilla de Fengtian hizo que Wu se retirase de la política hasta 1926, cuando resurgió nuevamente su poder. Hubo de enfrentarse entonces con el Guomindang y con su antiguo subordinado Feng Yuxiang. Incapaz de derrotar a las fuerzas coaligadas de estos y con escasa coordinación con otros caudillos militares, fue finalmente vencido y se retiró nuevamente en 1928.
En la década de 1930, mantuvo sucesivas conversaciones con las autoridades japonesas, que deseaban que participase en diversos planes políticos, pero rechazó cooperar con Tokio hasta su repentina muerte en 1939.

## Inicios de su carrera
Nacido en 1874 en la localidad de Penglai, en la provincia de Shandong al este de China, Wu recibió inicialmente una educación tradicional china. Su familia, pobre, dependía de una pequeña tienda que poseía el padre de Wu. La muerte de este cuando Wu contaba catorce años menoscabó la situación económica familiar. Ese mismo año, se prometió a Wu en matrimonio, aunque su novia murió antes de la boda. Para ayudar al sostenimiento de la familia, a Wu se le envió a trabajar de marinero en los cuarteles de la Marina en la prefectura. En los cuarteles estudió con ahínco los clásicos, preparándose para los exámenes para el funcionariado imperial, la carrera tradicional, que superó en 1897; alcanzó el grado de shēngyuán (生员) con veintitrés años. La educación clásica recibida, con sus valores de lealtad, entrega, piedad filial y un cierto patriotismo, marcaron a Wu.

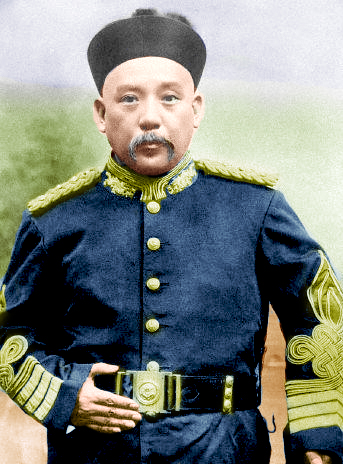
Yuan Shikai, fundador de la Escuela Militar de Beiyang donde Wu se formó como oficial y de donde surgieron gran parte de los caudillos militares que controlaron la política china tras la muerte de Yuan. Wu fue fiel a Yuan hasta su muerte en 1916.

En 1898, en vez de continuar la carrera en el funcionariado, comenzó otra como soldado profesional. Ingresó en el Ejército, sin trasladarse a Japón para realizar sus estudios militares por falta de financiación para ello. El Ejército se había convertido por entonces en una vía para mejorar la posición social más atractiva que la carrera burocrática. Su unidad quedó disuelta durante la rebelión de los «boxer» en 1900.
Más tarde, en septiembre de 1901, tras cursar brevemente estudios en la escuela preparatoria militar de Kaiping, Wu se unió al «Ejército Nuevo» (en chino, 新 军) (que recibió el nombre de Ejército de Beiyang en 1902), creado por el general imperial Yuan Shikai para modernizar las fuerzas armadas de la dinastía Qing. Sus superiores reconocieron su talento como soldado y ascendió rápidamente en el escalafón. Ingresó luego en la Academia Militar Baoding (en chino, 保定 军校) cerca de Pekín, a donde Yuan trasladó la escuela de Kaiping, transformándola formalmente en una academia militar. Wu siguió el más corto de los cursos disponibles y entró en contacto por primera vez con la cultura extranjera. Se graduó en 1903 y, reclutado como oficial de la academia, su primera misión fue ayudar a los japoneses en tareas de espionaje. Durante la Guerra ruso-japonesa, Yuan envió a diversos miembros de su academia, incluido Wu, a servir con los japoneses, a pesar de la teórica neutralidad china en la contienda. Por sus servicios ascendió a capitán. Durante un breve permiso, regresó a su ciudad natal donde contrajo matrimonio con la hija de un notable local antes de regresar al frente, ser capturado por los rusos en Manchuria y enviado a Mukden. Condenado a muerte por espionaje, escapó durante su traslado a Harbin. Los japoneses le condecoraron tras la guerra.
Una vez acabada la guerra, Wu pasó a servir en la 3.ª División que se hallaba al mando de Duan Qirui, convirtiéndose más adelante en su lugarteniente y, desde octubre de 1906, en comandante del 1.er Batallón de la división. Más tarde la división pasó al mando de Cao Kun, con quien Wu mantuvo estrechas relaciones en adelante. Trasladado con la división a Changchun para controlar el bandidaje en el invierno de 1907, se casó allí con su segunda esposa, hija nuevamente de un notable del lugar, de fuerte carácter y su compañera de por vida. Poco después del matrimonio, Wu ascendió a comandante de la 1.ª División del 3.er Regimiento de Artillería.
Tras la abolición de la monarquía en 1911, la posterior proclamación de Yuan como presidente de la República de China y su intento desastroso para proclamarse emperador, el poder político en China rápidamente cayó en manos de diversas autoridades militares regionales, lo que inauguró la era de los caudillos militares. Para mantener la sede del Gobierno en Pekín y no trasladarse a Nankín como exigían los revolucionarios que se habían plegado a aceptarle como presidente, Yuan ordenó la sublevación de la 3.ª División para tener una excusa con la que mantenerse en la antigua capital. Wu fingió, por orden de Yuan, aplastar el motín, tras lo que fue condecorado y ascendido a lugarteniente de la división. En su posterior enfrentamiento con el Guomindang, Yuan confió en los oficiales de la 3.ª División para combatir a aquel y Wu marchó junto con Cao Kun, nombrado comandante en jefe del alto Yangzi, y la división al sur. En 1914 fue nombrado, por recomendación de Cao, comandante de la 6.ª Brigada de la división. Tanto Cao como Wu sirvieron fielmente a Yuan hasta su muerte y no se opusieron a sus planes de restaurar la monarquía en su persona. Combatieron en el bando de Yuan durante la Guerra de Protección Nacional y regresaron al norte junto con el resto de la división tras la muerte de Yuan en el verano de 1916.

## En la camarilla de Zhili
Tras la muerte de Yuan en 1916, su Ejército de Beiyang se dividió en varias facciones, que lucharon por la supremacía los años siguientes. Las principales facciones incluían: la camarilla de Anhui (o de Anfu) encabezada por Duan Qirui, la camarilla de Fengtian acaudillada por Zhang Zuolin y la camarilla de Zhili dirigida por Feng Guozhang, a la que pertenecía Wu Peifu. La pertenencia a la 3.ª División del Ejército de Beiyang, la principal unidad de este, y su ascenso en ella, aseguró su futuro como caudillo militar a la muerte de Yuan.
La facción de Duan Qirui, la camarilla de Anhui, dominó la política en Pekín desde 1916 a 1920, pero se vio obligada a mantener una relación, difícil, con la facción de Feng Guozhang para conservar la estabilidad del Gobierno. La primera tarea de ambas camarillas fue la de eliminar del poder al vicepresidente de Yuan, Li Yuanhong, convertido en presidente tras la muerte de aquel y considerado ajeno a los militares de Beiyang, ya que provenía de las filas de los revolucionarios del sur y carecía de respaldo militar. En la primavera y el verano de 1917, las dos camarillas se enfrentaron al presidente Li, que hubo de solicitar la ayuda del general monárquico Zhang Xun, gobernador militar de Anhui que, en vez de respaldarle, trató en vano de restaurar a los manchúes. Wu dirigió su brigada contra la capital, participando así destacadamente en el aplastamiento de la restauración.

Territorios bajo control de las dos principales camarillas en 1917. El control de las provincias fluctuaba con la fortuna militar.

Ambos militares se enfrentaron por la manera de tratar con el sur rebelde: Duan defendía la conquista militar mientras que Feng prefería la negociación, por considerar que aquella solamente hubiese beneficiado a su rival, otorgándole excesivo poder. Para incitar a Wu, que acababa de tomar la provincia de Hunan en la primavera de 1918, a atacar al Guomindang, Duan le nombró comandante de la 3.ª División y le concedió un prestigioso título honorífico. Duan, sin embargo, le negó el gobierno militar de Hunan, que había conquistado, prometiéndole en su lugar el de Guangdon, donde se hallaba el Gobierno rebelde y aún por conquistar. Descontento con las acciones y actitud de Duan, detuvo el avance de sus tropas y alcanzó un acuerdo con los rebeldes el 15 de junio de 1918, sin entregar el control de Hunan al gobernador militar nombrado por Duan.
Feng murió en diciembre de 1919 y el liderazgo de la camarilla de Zhili pasó a Cao Kun, con el apoyo de Wu Peifu y Sun Chuanfang. Duan había utilizado la guerra mundial desde 1917 para solicitar créditos a Japón que debían teóricamente servir para armar unidades para la contienda mundial, pero que, en la práctica, se utilizaron para afianzar y aumentar el poder de su camarilla en la política china, con creciente disgusto de los nacionalistas que rechazaban el aumento de la influencia japonesa en el país. Tras el adverso resultado de la Conferencia de Paz de París para China y su rechazo por parte de la opinión pública en los incidentes del 4 de mayo, Cao y Wu comenzaron una campaña de agitación contra Duan y su camarilla de Anhui y publicaron telegramas denunciando su colaboración con Japón. Cuando esta presión trató de obligar al presidente a destituir al general Xu Shuzheng, lugarteniente clave de Duan, este comenzó a prepararse para la guerra contra la camarilla de Zhili, y forzó al presidente a destituir a Cao y Wu. En esta coyuntura, estos y Wu comenzaron a organizar una amplia alianza que incluyó a todos los adversarios de la camarilla de Anhui. En noviembre de 1919, Wu Peifu se reunió con representantes de Tang Jiyao y Lu Rongting (caciques militares de Yunnan y Guangxi, respectivamente) en Hengyang, y firmó un tratado titulado «Borrador del Ejército Aliado de Salvación Nacional» (en chino, 救国 同盟 军 草 约), que sirvió de base a la alianza que se preparaba para la lucha contra la camarilla de Anhui, que también incluyó a la poderosa camarilla de Fengtian de Zhang Zuolin, con base en Manchuria, inquieta también por la extensión del poder de Duan por el norte del país. En una reunión secreta entre Zhang, Cao y Wu, estos acordaron su alianza contra la camarilla de Anhui el 23 de junio de 1920.
Tras pactar con el Gobierno de Cantón la devolución de Hunan a cambio de un préstamo para el mantenimiento de sus tropas, Wu evacuó la provincia el 15 de marzo de 1920 y marchó al norte en mayo; justificó su acción por la necesidad de enfrentarse a Japón y la inconveniencia de hacerlo en medio de una guerra civil. Popular entre los estudiantes y la opinión pública nacionalista como paladín de la política antijaponesa, ocupó Henan a la vez que continuaba sus críticas hacia el Gobierno controlado por la camarilla rival.

## Derrota de la camarilla de Anhui

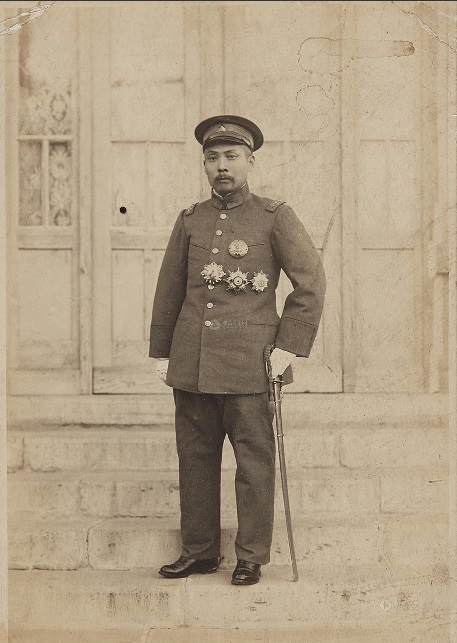
Duan Qirui, dirigente de la camarilla de Anhui rival a la de Wu y cercano a los japoneses, resultó derrotado en la confrontación de 1920, aunque regresó a la presidencia brevemente como candidato de consenso, pero sin poder real a mediados de la década.

Cuando las hostilidades finalmente estallaron en julio de 1920, Wu Peifu tuvo un papel destacado como comandante en jefe del ejército opuesto a los de Anhui. Al principio, las cosas no marcharon bien para la alianza, que fue rechazada por las tropas de Anhui en todos los frentes. Wu decidió entonces llevar a cabo una audaz maniobra en el extremo occidental del frente, rodeó el flanco de las posiciones enemigas y atacó directamente su cuartel general. La táctica dio resultado y Wu obtuvo una victoria asombrosa en la que capturó a muchos de los principales oficiales enemigos. A continuación el ejército de Anhui se desbarató en una semana y Duan Qirui huyó a la concesión japonesa de Tianjin. Wu Peifu recibió el reconocimiento por la victoria al considerársele el estratega responsable de la victoria, sorprendentemente rápida. Tras la victoria Wu pudo aumentar considerablemente las fuerzas bajo su mando e influencia, formó ocho nuevas divisiones y tres brigadas mixtas en 1920 y otras cuatro divisiones en 1922. Wu pasó a controlar el grueso de las fuerzas de su camarilla. Cao, preocupado en tratar de lograr la presidencia de la república y mediocre estratega, se contentó con dejar las campañas en manos de Wu y de otros subordinados y de enfrentar a unos y otros para mantener su preeminencia, con notable éxito.
A raíz de la victoria en el conflicto, las camarillas de Zhili y Fengtian acordaron compartir el poder a través de un Gobierno de coalición. Wu fue nombrado inspector militar adjunto de algunas provincias, pero necesitaba hacerse con una base territorial en la que cimentar su poder militar frente al resto de caudillos. El movimiento autonomista en las provincias, alentado en parte por la debilitada camarilla de Anhui y en parte por otros caudillos militares sin lazos con la de Zhili y el Gobierno de la capital, le ofreció la oportunidad de forjarse un territorio propio. Después de que Hunan proclamase su autonomía del Gobierno de Pekín, algunos políticos de Hubei trataron de seguir su ejemplo a mediados de 1921, apoyados por las unidades del gobernador militar rebelde de Hunan. El gobernador de Hubei, incapaz de hacer frente por sí solo a estas, solicitó la ayuda de la camarilla gobernante, de Cao y de Wu. Wu avanzó lo suficiente como para tomar Hankow, pero permitió la derrota del gobernador militar de Hubei para que fuese destituido y eliminar así un competidor por el control de la zona. A continuación, una vez nombrado inspector militar de Hunan y Hubei, comenzó a combatir en firme a los rebeldes el 22 de agosto. Wu infligió una dura derrota primero a las unidades de Hunan y luego a las de Sichuán que acudieron en auxilio de las primeras y firmó treguas con ambas en septiembre. Wu logró hacerse con un territorio propio en Hubei, pero perdió con ello el respaldo popular al aplastar el movimiento federalista y actuar claramente en su propio beneficio. Wu se convirtió para la población en un caudillo militar más, que controlaba Hubei (la principal fuente de ingresos para sus tropas) y parte de Henan y Shaanxi. Fracasado su intento de reunificar el país mediante la negociación entre los diversos jefes militares en el otoño de 1921, comenzó a armarse para realizarla por la fuerza y estableció su centro de operaciones en Loyang en Henan, cerca de estratégicas líneas férreas. El aumento del poder de la camarilla llevó a la alianza de las provincias sureñas en su contra, a lo que aquella respondió con su propia alianza de las provincias centrales. En el norte, Zhang Zuolin también se inquietó por el aumento del poderío de Wu y de su camarilla, ocupó la capital, e instaló un nuevo Gobierno bajo su control a finales de 1921. Por las mismas fechas, se forjó una alianza entre los restos de la camarilla de Anhui, la de Zhang y el Gobierno de Cantón contra la camarilla de Zhili.
Para oponerse a la nueva alianza, precaria por la diversidad de intereses de sus miembros, Wu optó por atacar al Gobierno de la capital controlado por Zhang Zuolin, caudillo de la camarilla de Fengtian, incomodándole con las declaraciones antijaponenas sobre la cuestión de Shandong, que amenazaban con estropear el delicado acuerdo que Zhang había alcanzado con los japoneses en su base de poder en Manchuria y las negociaciones con Tokio de su primer ministro sobre un préstamo. Wu y Zhang también se enfrentaron sobre quién debía ocupar el cargo de primer ministro, sucediéndose una serie de efímeros gabinetes controlados por uno y otro. La frágil coalición entre Zhili y Fengtian duró poco y pronto comenzaron las hostilidades, una vez que Zhang se vio obligado a salir en defensa de su protegido en Pekín, que fue relevado de todas formas a comienzos de 1922 por la presión de la opinión pública, antijaponesa.

## Primera Guerra Zhili-Fengtian
La «guerra telegráfica» comenzó en enero de 1922, aunque los combates lo hicieron más tarde, el 28 de abril, tras diversos intentos de mediación y el aumento paulatino de la tensión entre los adversarios. Mientras Wu trasladaba sus tropas a través del ferrocarril Pekín-Hankow, Zhang trasladaba unidades al sur de la Gran Muralla y Sun Yatsen lanzaba su «Expedición del Norte» para forzar a la camarilla de Zhili a combatir en dos frentes. Para romper el cerco, Wu pactó con Chen Jiongming para que se alzase contra Sun Yatsen en Guandong. El acuerdo con Chen hizo que los de Anhui dudasen en enfrentarse con los de Zhili.
En esta guerra, Wu Peifu tomó nuevamente el mando de las fuerzas de Zhili. El enfrentamiento tuvo lugar en un amplio frente al sur de Pekín y Tianjin y duró de abril a junio de 1922. De nuevo, al comienzo el ejército Zhili sufrió varios reveses en el combate contra el ejército de Fengtian, bien equipado y más numeroso. Sin embargo, una vez más, el liderazgo y habilidad de Wu Peifu cambiaron la suerte en favor de la camarilla de Zhili. Escaso de municiones, trató de decidir el enfrentamiento rápidamente. Wu ejecutó varias maniobras de flanqueo que obligó al ala occidental del ejército de Fengtian a replegarse a Pekín. Más tarde las unidades de este flanco cayeron en una trampa, al fingir Wu una retirada. El resultado fue la aniquilación del ala occidental del ejército de Fengtian, lo que convirtió en insostenibles sus operaciones, más exitosas, en la parte oriental del frente. Zhang Zuolin se vio obligado a ordenar una retirada general hacia Shanhaiguan; cedió así el control de la capital a Wu y la camarilla de Zhili.
Cao Kun y Wu Peifu y su camarilla de Zhili, victoriosos, lograron hacerse con un gobierno central cuyo control sobre las provincias se había deteriorado enormemente: Manchuria era entonces independiente de hecho, en manos de Zhang Zuolin y su camarilla de Fengtian, todavía formidable, mientras que el sur se dividió en una miríada de feudos de pequeños caciques militares entre los que se incluían los restos de la camarilla de Anhui y el Guomindang de Sun Yatsen, expulsado de Cantón por la sublevación azuzada por Wu, que había detenido así su ofensiva contra él.

## El control del Gobierno de Beiyang
El nuevo gobierno de Pekín recibió el apoyo de Gran Bretaña y los Estados Unidos. Se llamó de su retiro a Li Yuanhong –el último presidente con alguna legitimidad– para ocupar nuevamente la presidencia de la república el 12 de junio de 1922, pero se convirtió en la práctica en un mero títere de la camarilla. Cualquier nombramiento para el gabinete tenía que ser aprobado por Wu Peifu. En ese momento, el prestigio y la fama de Wu había superado hasta la de su antiguo mentor Cao Kun, nominalmente el caudillo de la camarilla de Zhili. Esto tensó su relación, aunque no dio lugar a una fractura de la camarilla que, sin embargo, se mostraba más unida a la hora de enfrentarse a sus enemigos que una vez conseguida la victoria. La rivalidad entre Cao, dirigente y miembro más antiguo de la camarilla, pero mediocre militar, y Wu, estratega brillante, enfrentó a los partidarios de uno y otro por el control del poder. El control del Gobierno central era fundamental para los caudillos militares por ser la autoridad reconocida internacionalmente y su capacidad de recaudar ciertos impuestos, necesarios para mantener sus tropas y extender su control territorial. Únicamente el Gobierno de Pekín podía recibir créditos internacionales, que el caudillo militar que lo controlase podía utilizar en su beneficio. Durante el periodo de poder de la camarilla, los sucesivos y efímeros gabinetes, controlados principalmente por Wu y no por Cao, fueron incapaces de resolver la grave crisis financiera, y solicitaron continuos créditos nacionales e internacionales. El habitual control de los ministerios de Finanzas y Comunicaciones por partidarios de Wu le permitía a este apropiarse de parte del dinero que necesitaba para mantener su poder militar. El aumento del poder de Wu, mejor financiado por el Gobierno y el apoyo de otros miembros de la camarilla, hizo que Cao decidiese finalmente acabar con el poder de aquel en el Gobierno. A comienzos de 1923, logró sustituir el «gabinete de hombres capaces», cercano a Wu, por otro de partidarios suyos y acusó al primero de corrupción.
Wu intentó frenar a Cao cuando éste comenzó maniobras políticas para alcanzar la presidencia, pero finalmente no pudo evitar que Cao forzase la huida del presidente Li, con la ayuda de las tropas de Feng Yuxiang, que lo cercó en la capital. Cao pasó entonces varios meses haciendo campaña para asegurarse la presidencia e incluso declaró abiertamente que estaba dispuesto a pagar cinco mil yuanes a cualquier parlamentario que votase por él. Esto provocó la condena nacional e internacional contra la camarilla de Zhili, pero no impidió que Cao resultase elegido en octubre de 1923. Las tensiones entre los principales miembros de la camarilla amenazaron con su disolución, que solamente impidió la amenaza de Zhang Zuolin, que acabó desembocando nuevamente en enfrentamiento bélico. Zhang había denunciado como ilegítima la elección de Cao a la presidencia y se había estado rearmando desde su derrota en 1922.
Para entonces el prestigio de Wu había desaparecido con el fracaso y renuncia del «gabinete de los hombres capaces» en noviembre de 1922: las luchas entre caudillos militares habían continuado, al igual que la corrupción de la administración y la bancarrota del Estado.
Aunque el poder Zhili parecía seguro, una crisis en el sur pronto precipitó otro enfrentamiento con la camarilla de Fengtian. La crisis se debió a la disputa por el control de la ciudad de Shanghái, el centro neurálgico del comercio de la nación. La ciudad era parte de la provincia de Jiangsu, bajo el control de Zhili, pero, en realidad, estaba administrada por la de Zhejiang, gobernada por los restos de la camarilla de Anhui. Cuando los de Zhili exigieron la devolución de Shanghái a su administración, sus antiguos adversarios se negaron y comenzaron las hostilidades. Zhang Zuolin, en Manchuria, y Sun Yatsen, a continuación, en Guangdong, se apresuraron a declarar su apoyo a la camarilla de Anhui y se prepararon para la guerra. Wu Peifu despachó a su subordinado y protegido Sun Chuanfang al sur para hacer frente a la camarilla de Anhui y a cualquier ataque que pudiese provenir de las fuerzas del Guomindang de Sun Yatsen, mientras que Wu se preparó para hacer frente de nuevo al ejército de Fengtian de Zhang, muy crecido desde el último choque en 1922. Wu fue nombrado comandante en jefe de las tropas bajo el control de la camarilla de Zhili.

## La traición de Feng y el triunfo de Zhang

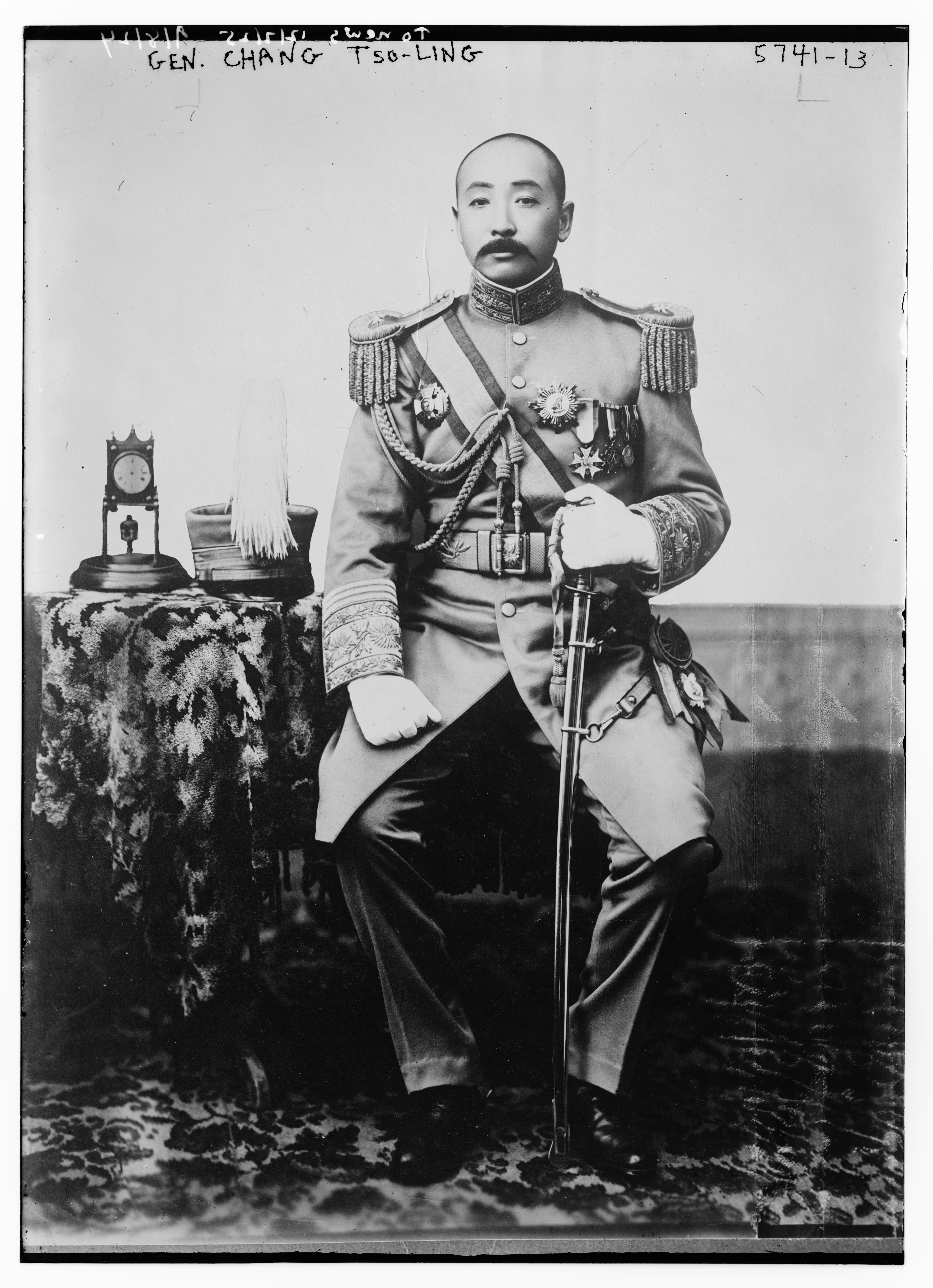
Zhang Zuolin, cacique militar de las provincias manchúes. Vencido por Wu en su primer enfrentamiento en 1922, logró derrotarle en 1924 gracias a la traición de Feng Yuxiang.

Cientos de miles de hombres participaron en el gran enfrentamiento entre el ejército de Fengtian de Zhang y las fuerzas de Zhili a las órdenes de Wu. Zhang contaba con cerca de ciento cincuenta mil soldados. En el sur, las unidades de Zhili resultaron victoriosas, pero en el norte las de Wu fueron derrotadas en diversos combates contra las de Zhang, lo que obligó al propio Wu a acudir al frente para sostenerlo. En un momento clave, el 23 de octubre de 1924, uno de los principales aliados de Wu, Feng Yuxiang, comprado con dinero de los japoneses, abandonó el frente de Jehol que defendía, marchó sobre Pekín, dio el golpe de Pekín (pinyin, Beijing zhengbian) y derrocó el régimen existente. La traición desbarató el plan militar de Wu Peifu y sus ejércitos fueron derrotados por las fuerzas de Zhang y Feng cerca de Tianjin. Los intentos desesperados de Wu por aplastar la rebelión con refuerzos de las provincias centrales fracasaron porque el control de las comunicaciones ferroviarias estaba en manos de las unidades del Guominjun de Feng. El 3 de noviembre, Wu abandonó el norte y partió hacia el Yangzi. Trató en vano de desembarcar en la península de Shandong, donde el gobernador local, de la camarilla de Anhui y con respaldo japonés, exigió su desarme. Wu se negó y decidió marchar al sur con sus tres transportes y diez mil hombres. Después de la victoria de la camarilla de Fengtian, Duan Qirui, con escaso poder y único candidato de consenso entre Zhang y Feng, enfrentados ya, se convirtió en jefe del Estado y proclamó un Gobierno provisional. Duan había recibido el apoyo de los gobernadores Zhili del Yangzi. La derrota militar de Wu acabó con su predicamento entre las autoridades japonesas.

## Breve resurgimiento

Distribución aproximada de los caudillos militares y las regiones bajo su control en 1925, tras la derrota de la camarilla de Zhili en el norte a manos de Zhang Zuolin y el renegado Feng Yuxiang.

En principio los gobernadores militares de las provincias del Yangzi, de Zhili, condenaron la traición de Feng y apoyaron en sus declaraciones a Wu. Temerosos, sin embargo, de apoyar al bando perdedor, se abstuvieron de respaldarle militarmente, limitándose a la condena verbal. La derrota final de las unidades de Wu en el norte y el avance de los aliados de Feng y Zhang hacia el sur hicieron que los gobernadores militares del Yangzi se apresurasen a tratar de pactar con los vencedores, pero sin ceder por completo el control de sus territorios ni sometérseles de forma definitiva. A la vez, Wu trató de oponerse a los arreglos entre sus compañeros de camarilla y los vencedores de la guerra y proclamó la formación de un Gobierno separado en el Yangzi, con escaso éxito. Sus supuestos subordinados no deseaban enfrentarse a Zhang y Feng. Poco a poco, diversos gobernadores militares reiteraron su apoyo a Duan Qirui, sin romper abiertamente con Wu, pero descartando respaldar su propuesta de un Gobierno alternativo. Los intentos de reconciliación de Pekín hacia Wu fracasaron. A estos siguieron las órdenes de Pekín de arrestar a Wu y expulsarle de los últimos territorios bajo su control. Wu hubo de retirarse y, tras negársele el socorro de sus subordinados, abandonó temporalmente la política nacional, trasladándose a una montaña entre Hubei y Hunan.
Los intentos de los vencedores, especialmente de Feng, de extender su poder hacia el sur, supusieron a ojos de los gobernadores militares de Zhili una amenaza a su hegemonía en la región que permitió el resurgimiento político de Wu. A comienzos de 1925, cuatro provincias sureñas se unieron en una alianza de escasa cohesión y otorgaron el mando de esta a Wu. De carácter defensivo más que ofensivo y contraria a la ruptura total con Pekín, solo adquirió verdadera fuerza a partir de octubre, cuando se unió a ella Sun Chuanfang debido al avance de la camarilla de Fengtian hacia el bajo Yangzi entre enero y agosto de 1925. A finales de mes, Wu, en Hankow invitado por Sun, declaró que catorce provincias acataban su mando. El apoyo de Sun, sin embargo, era tibio, y recelaba de Wu, a la vez que se mostraba más interesado en rechazar las ofensivas de Zhang y asentar su poder que en respaldar a Wu y al resto de coaligados. Pronto Sun se alió con Feng, inquieto este también por el crecido poder de Zhang, en una segunda alianza que para Wu era inadmisible dada la hostilidad que tenía hacia Feng como autor del golpe de Estado que había precipitado su derrota militar anterior. Los intentos de reconciliación por parte de Feng fueron rechazados por Wu.
A finales de noviembre, Feng provocó una revuelta en Manchuria contra Zhang, que únicamente logró sofocarla con dificultad y gracias a la ayuda japonesa, debilitándose considerablemente su poder en el sur. Este serio revés y la pérdida consiguiente del control de la provincia de Zhili a manos de Feng llevó a Zhang a proponer una alianza a Wu, que este rechazó en principio en diciembre. Poco después, empero, ambos rivales se unieron para atacar al Guominjun de Feng mientras este se hallaba ausente en la URSS y derrotaron a sus fuerzas en Henan entre enero y febrero de 1926. La nueva cercanía entre Wu y Zhang, sin embargo, disgustó a Sun Chuanfang, que había considerado a éste como su principal enemigo. El control de Hunan y poco después de la rica Hubei por la muerte de su gobernador militar aumentó el poder de Wu. El 24 de marzo, en conjunción con las fuerzas de Zhang, las unidades de Wu entraban en Tianjin, primer paso en el avance hacia la capital. En esta el Guominjun, que trataba de ganarse el favor de Wu, liberó a Cao, preso desde el golpe de octubre de 1924, y ahuyentó a Duan, que se refugió en una embajada extranjera. Wu rechazó los gestos del Guominjun y entró en Pekín el 20 de abril de 1926, tras la retirada de las unidades de aquel. Sun, debilitado por las derrotas de su aliado Feng, se apresuró a colaborar con Wu. La alianza con Zhang contra Feng, que no dejaba de ser un antiguo subordinado y miembro de la camarilla de Zhili, disgustó a parte de esta, que prefería la alianza con Feng contra Zhang que la opuesta. Nuevamente, la alianza entre caudillos militares era puramente pragmática y, una vez debilitado el enemigo, en este caso Feng, resurgieron las diferencias entre Wu y Zhang, aunque a comienzos de junio lograron un acuerdo para repartirse el poder y continuar la lucha contra el Guominjun, algo que quedó a cargo de Wu. Wu logró alejar a las unidades del Guominjun de la capital tras duros combates, pero no destruir su poder en el Noroeste, a donde se retiró.

## La Expedición del Norte

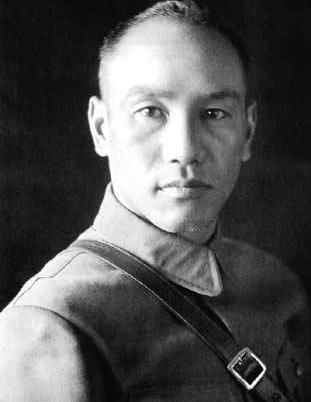
Jiang Jieshi, comandante en jefe de las fuerzas del Guomindang, dirigió la Expedición del Norte que condujo a la derrota o a la sumisión de los caudillos militares que habían regido China desde la muerte de Yuan Shikai. Wu trató en vano de oponerse a su avance hacia el norte y, tras varias retiradas, hubo de abandonar la política, derrotado en junio de 1927.

Wu mantuvo una base de poder en Hubei y Henan en la China central hasta que se hubo de enfrentar con el ejército del Guomindang durante la Expedición del Norte en 1927. El enfrentamiento entre el Guomindang y Wu surgió por la lucha por el poder en la provincia de Hunan, en la que cada uno de los adversarios buscó el apoyo de uno de los bandos. El 9 de julio, Jiang Jieshi juraba el cargo de comandante en jefe de las tropas del Guomindang, poco después de que las primeras fuerzas de este partiesen a la provincia en disputa para apoyar a su candidato al gobierno militar. El rápido avance de las fuerzas de Jiang destruyó las alianzas de los caudillos militares del norte, que trataron de evitar su destrucción por separado.
Con parte de sus tropas retenidas por los combates con los aliados del Guomindang en el noroeste, que consideraba el frente principal, Wu tardó en trasladarse al sur. Parte de la camarilla, contraria a la alianza de Wu con Zhang contra Feng, se rebeló contra Wu. Sun Chuanfang declaró la independencia de sus provincias y se negó a colaborar con Zhang contra el Guomindang. En junio la destitución de un importante subordinado que se negaba a enfrentarse con el Guominjun y mantenía secretas conversaciones con este causó más revueltas entre los seguidores de Wu. Sun mantuvo mientras una actitud ambigua hacia Wu, mientras negociaba en secreto con Jiang. Wu retrasó su viaje al frente sur excesivamente y se trasladó a Wuhan tardíamente a finales de agosto, tras la caída de Yueyang el 22. A pesar de los esfuerzos de Wu y del envío de refuerzos, las tres ciudades de Wuhan cayeron en manos del Guomindang entre septiembre y octubre, en parte gracias a traiciones. Los reveses en el sur y la subordinación de Feng, regresado de Rusia y de nuevo al frente del Guominjun en el Noroeste, al Guomindang, debilitaron notablemente la posición de Wu, que no recibió la ayuda de Sun, quien se abstuvo de atacar el flanco de Jiang durante los combates por el control de Wuhan.
Wu hubo de retirarse a Henan mientras Zhang aprovechaba su debilidad para reforzar su poder y avanzar efímeramente hacia el sur. Wu rechazó las tropas ofrecidas por Zhang temiendo a su antiguo rival, que volvió a ofrecerle su ayuda a cambio de la sumisión efectiva, en vano. Ante el avance del Guomindang desde el sur y el de Feng desde el Noroeste, Wu consideró imposible mantenerse en Henan y se retiró a Sichuán. El 14 de junio de 1927, las tropas de Jiang tomaban el control de Henan y Wu se retiró nuevamente de la política nacional, en julio. Wu había buscado la protección del caudillo local, Yang Sen, antiguo subordinado, pero por entonces integrado formalmente en las fuerzas de Guomindang; Yang le dio asilo e ignoró las órdenes del Guomindang de arrestarle, pero impidió sus actividades políticas, a las que Wu renunció oficialmente. Antes del verano de 1928 el resto de los principales caudillos militares se habían sometido de grado o por la fuerza al Guomindang y finalizado la Expedición.
Wu se instaló en Sichuán hasta el otoño de 1931, mudándose frecuentemente dentro de la provincia bajo la protección de sucesivos gobernadores, aunque había sido desarmado por presión del Guomindang desde enero de 1928. Se dedicó en este periodo al estudio de los cánones budistas y los clásicos confucianos, la práctica de la caligrafía y la escritura de poesía. También comenzó a beber.

## Últimos años
Ya en febrero de 1929, algunos diplomáticos chinos y representantes japoneses buscaron el consentimiento de Wu para que presidiese un Estado títere nipón en Manchuria. Wu rechazó la propuesta. En el otoño de 1931, el Gobierno Nacionalista de Nankín le otorgó el cargo de asesor, que aceptó, trasladándose a Pekín en febrero de 1932. Para entonces había tenido lugar el Incidente de Mukden y el 9 de marzo de 1932 los japoneses proclamaron la independencia de Manchukuo, que Wu condenó públicamente y llamó a la resistencia a lo que consideraba una agresión a la nación china. A pesar de sus continuas proclamas antijaponesas, se sucedieron los contactos de conspiradores chinos y japoneses que deseaban conseguir su apoyo para crear un Estado títere en el norte de China. En la primavera de 1933, se supone que se ofreció a los japoneses como figura para dirigir una nueva fuerza para enfrentarse con el Guomindang, aunque la propuesta se hizo no en persona, sino por intermediarios en su nombre, y fue rechazada por los japoneses. Se cree, no obstante, que las propuestas a las autoridades japonesas provinieron de los subordinados de Wu, que deseaban que encabezase un nuevo Gobierno, y no de este. En septiembre de 1935, rechazó encabezar el Gobierno de un nuevo territorio bajo control japonés formado por diversas provincias del norte. En 1937, antes del comienzo de la guerra abierta entre China y Japón, este hizo un nuevo intento de lograr el regreso político de Wu, en balde.
Tras el estallido de la segunda guerra sino-japonesa, Wu se negó de nuevo a cooperar con los japoneses, que planeaban instaurar un nuevo Gobierno con Cao Kun como presidente y Wu como primer ministro. En 1939 mantuvo infructuosas conversaciones con el Gobierno de Wang Jingwei durante seis meses, que agotaron a ambas partes. En sus últimas conversaciones con los japoneses exigió la evacuación de las tropas japonesas de China. Murió poco después, el 4 de diciembre de 1939, de una infección bucal que se negó a tratar en una concesión internacional, y que degeneró en septicemia.

## Ideología y relaciones con otros grupos de poder

### Ideología de Wu
En la década de 1920, Wu se había convertido en un caudillo militar típico de la época, que basaba su poder e influencia en la fuerza militar. Tradicionalista, apreciaba las costumbres y tradiciones chinas ancestrales, en parte debido a su educación. Nunca viajó al extranjero ni asistió a ninguna escuela de instrucción occidental, a diferencia de otros militares contemporáneos. Conservador y cercano ideológicamente a Feng Yuxiang, basaba su idea del buen gobierno en la moralidad de sus miembros y desconfiaba de las instituciones políticas. Confuciano, nacionalista y visto a veces como anticuado en sus valores, apreciaba algunos de estos especialmente, como la lealtad. Consciente de la importancia de la opinión pública para obtener y conservar el poder político, Wu trató de complacerla en ocasiones, como cuando expulsó del poder a la camarilla de Anhui y utilizó el sentimiento antijaponés para justificarlo.
Su modelo de gobierno, sin embargo, no se basaba en la preeminencia de la ley o en la democracia, sino en la tradición del humanismo chino del gobernante benevolente que se ceñía a la moral en sus actos y con ello traía el orden y la sumisión de la población a su gobierno. Escéptico con el gobierno constitucional, que consideraba extranjero e inadecuado para China, tenía por ideal los «ritos Zhou», clásico confuciano, en la práctica un sistema político oligárquico. En sus preferencias políticas se mostraba la educación clásica confuciana y militar que Wu había recibido, con su hincapié en la piedad filial, la importancia de la jerarquía y la importancia de la moral para los mandatarios. Wu utilizaba la tradición confuciana para tratar de justificar sus intentos de reunificar el país bajo su control como la llegada del gobernante moral que debía acabar con el caos. Se opuso también a la federalización del país según el modelo estadounidense, defendida por algunos durante la década de 1920 y abogó por el contrario por el centralismo del Estado.

### Relaciones con los comunistas chinos y la URSS
Tras ciertos años de cordialidad con el movimiento obrero, en 1923 Wu aplastó sin piedad una huelga en el importante ferrocarril Pekín-Hankou mediante el envío de tropas. Los soldados mataron a cuatro trabajadores e hirieron más de treinta. Estallaron otras huelgas en solidaridad con los ferroviarios que fueron también aplastadas por los militares. La reputación de Wu entre el pueblo chino se vio muy resentida a causa de este acontecimiento, aunque se ganó el favor de los intereses comerciales británicos y estadounidenses que operaban en China. El Partido Comunista de China rompió relaciones con Wu. Wu, cuyos intereses financieros sufrían por las huelgas, ya había suprimido otras desde mediados de 1922, a pesar de las protestas en el Parlamento, de las cámaras de comercio y de los estudiantes. La URSS condenó la represión de las huelgas, pero no abandonó sus contactos con Wu, que este también continuó por su necesidad de encontrar financiación para su enfrentamiento con Zhang. Favoreció la mejora de las relaciones con la Unión Soviética en 1924 con la firma del acuerdo sino-soviético que incluía el reconocimiento oficial del Gobierno comunista de la URSS. En 1925-1926 los soviéticos se esforzaron en tratar de lograr un acuerdo entre Sun Yatsen y Wu Peifu.

### Relaciones con británicos y estadounidenses
Wu, favorable a británicos y norteamericanos, aunque ferviente nacionalista, tenía colgado un retrato de George Washington en su despacho. Nacionalista, se negó a entrar en las concesiones internacionales, ya que las consideraba una afrenta a China, ni siquiera para tratarse una infección dental que acabó matándole. Sus intentos de recabar ayuda militar y financiera de los Gobiernos de Washington y Londres fracasaron, pero sí recibió subsidios de empresas británicas afincadas en China a cambio de impedir posibles boicoteos de estas por los trabajadores en las zonas bajo su control.